# Zvezda Irkoetsk
Zvezda Irkoetsk (Russisch: Звезда Иркутск) was een Russische voetbalclub uit het Siberische Irkoetsk. De club promoveerde in 2006 naar de eerste divisie (tweede klasse). De club speelde eerder al van 1992 tot 1996 in de tweede klasse. De beste plaats was de vierde in 1995. In 2008 degradeerde de club en in hetzelfde jaar hield de club op te bestaan door gebrek aan geld. 